# Grohnde
Grohnde ist ein Ortsteil der Gemeinde Emmerthal im Landkreis Hameln-Pyrmont in Niedersachsen.

## Geografie
Der Ort liegt im Weserbergland zwischen Bodenwerder, Bad Pyrmont und Hameln direkt an der Weser.

## Geschichte
Um 1421 wird eine Burg Grohnde erwähnt, die als Vorläuferanlage von Schloss Grohnde anzusehen ist. Dem Amt Grohnde wurde 1823 das Amt Ohsen zugeordnet, bevor dieses wiederum im Jahr 1859 in das Amt Hameln eingegliedert wurde. Seitdem die letzte Brücke in Grohnde während des Dreißigjährigen Kriegs zerstört worden ist (1633), führt über den Fluss eine Gierseilfähre, die allerdings nur noch im Sommer in Betrieb ist.

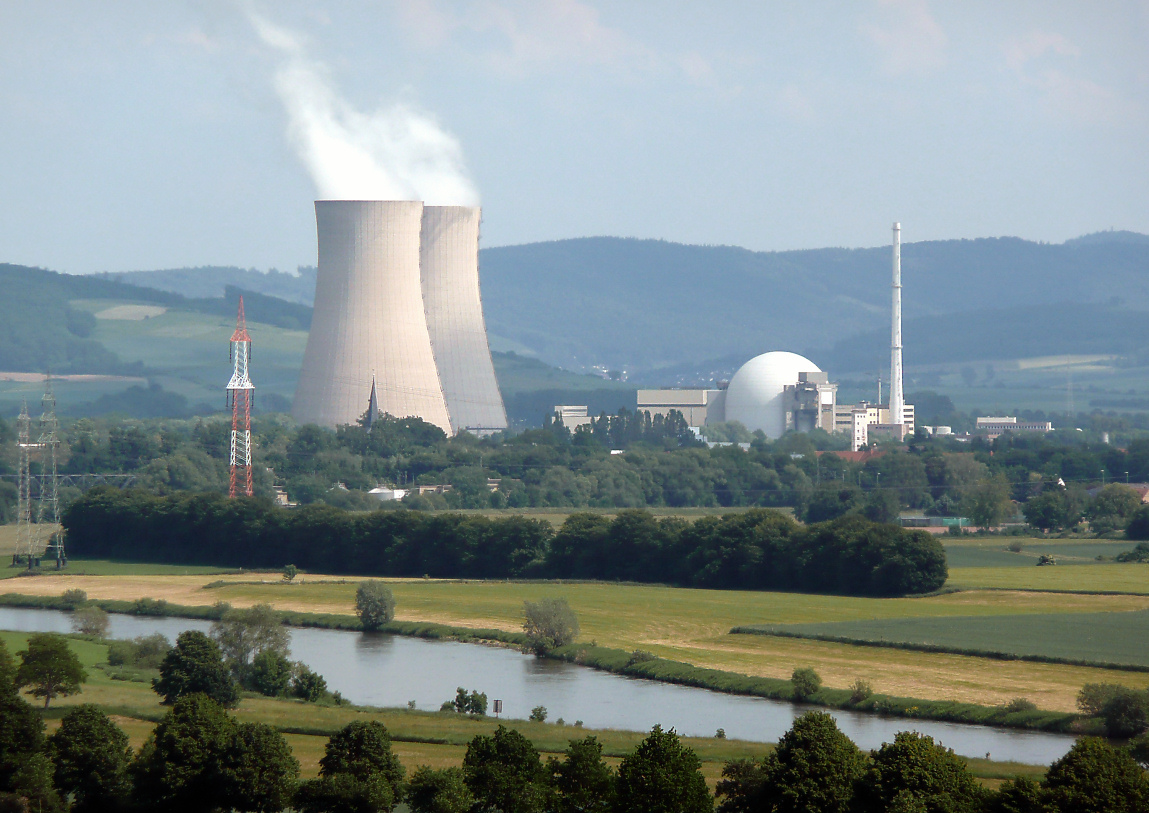
Landschaft um Grohnde mit der Weser und dem Kernkraftwerk

Der Flecken Grohnde ging am 1. Januar 1973 durch das „Gesetz zur Neugliederung der Gemeinde im Raum Hameln“ vom 20. November 1972 gemeinsam mit weiteren 16 bis dahin selbständigen Gemeinden in der Gemeinde Emmerthal auf. Gegen heftige Proteste in den 1970er Jahren ging das Kernkraftwerk Grohnde am 1. Februar 1985 in seinen kommerziellen Leistungsbetrieb. Am 31. Dezember 2021 erfolgte gemäß dem Atomgesetz die Abschaltung.

## Politik
Ortsbürgermeister ist Lothar Hahlbrock (CDU).

## Kultur und Sehenswürdigkeiten
- Im Zentrum Grohndes befindet sich mit dem Schloss Grohnde eine ehemalige Wasserburg, die 1421 erstmals erwähnt wird. Die Burg war später Amtsvogtei und ist heute eine Domäne.
- Zentral gelegen ist ebenso die ev.-luth. Philipp-Spitta-Kirche.
- Eine Grohnder Fähre über die Weser ist seit 1633 am Grohnder Fährhaus bekannt. Zuvor führte die Weserbrücke Grohnde über den Fluss. Das heutige Fährschiff ist eine Gierseilfähre, die um 1931 gebaut wurde. Sie trägt bis zu 45 Personen an Bord.[3]
- Grohnde ist vor allem bekannt durch das nördlich des Dorfes gelegene Kernkraftwerk Grohnde.

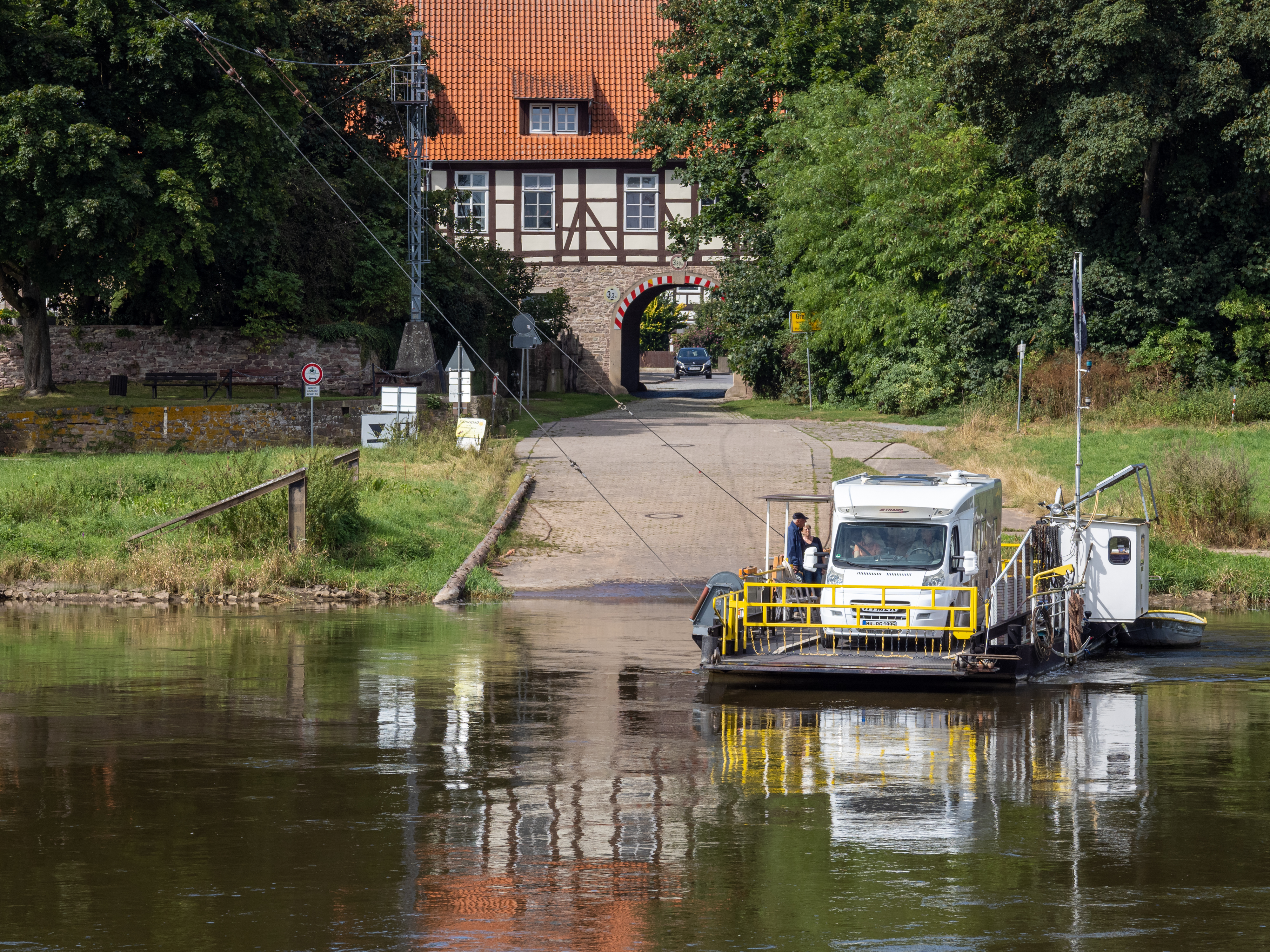
Weserfähre Grohnde
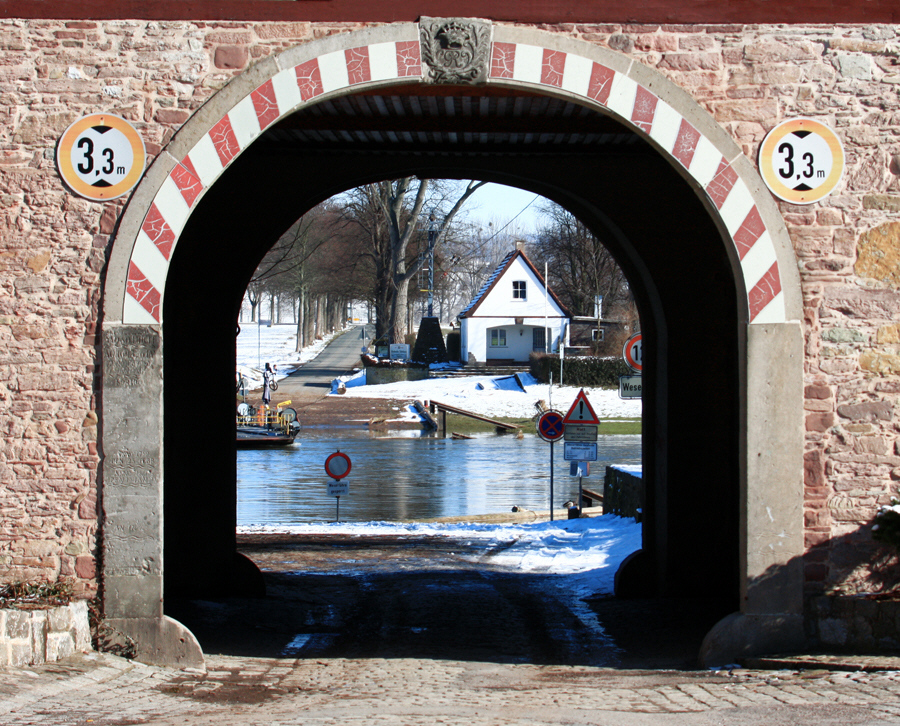
Tordurchfahrt eines historischen Gebäudes zur Fähre
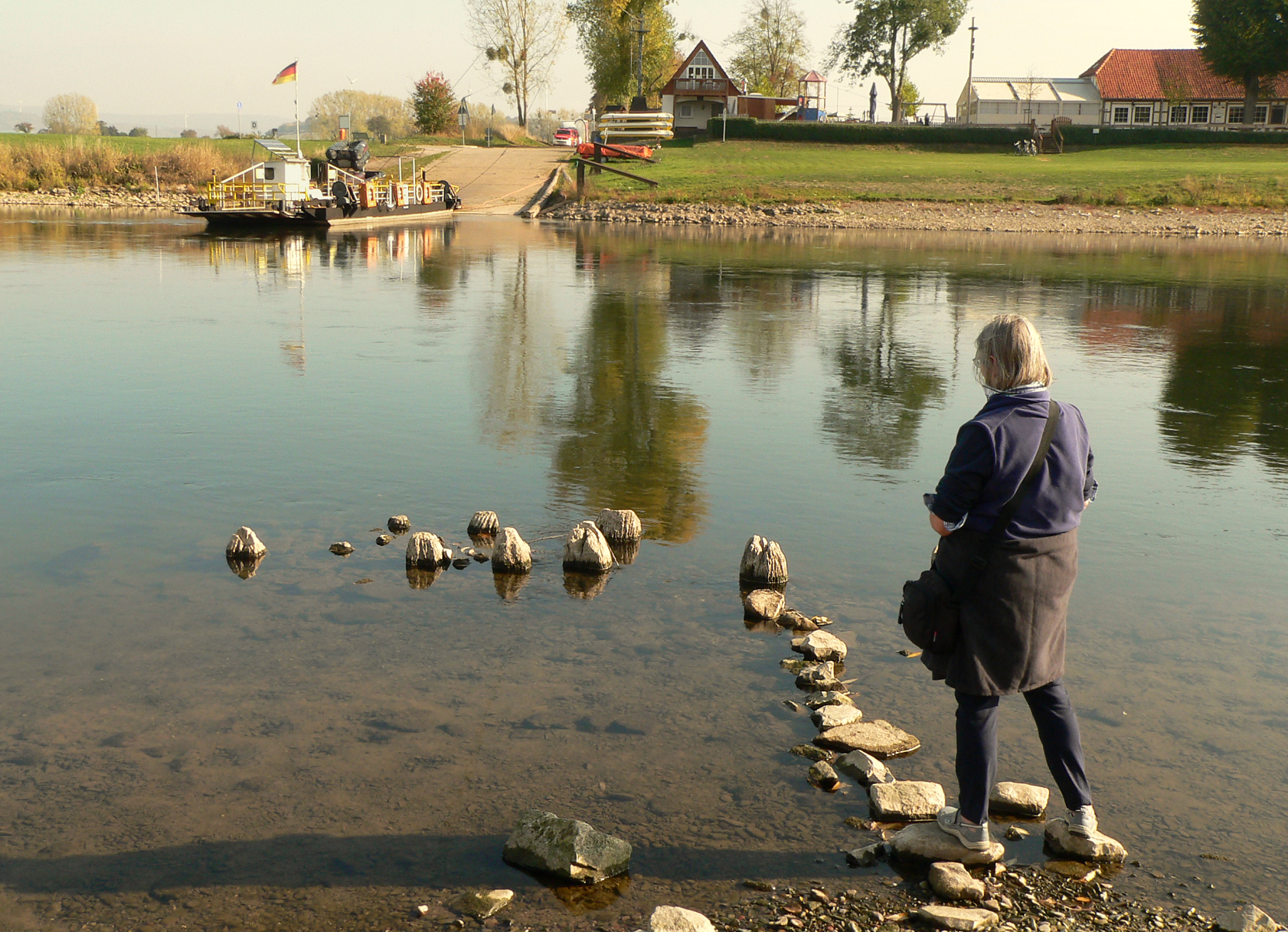
Pfähle der ehemaligen Weserbrücke Grohnde neben der Fähre
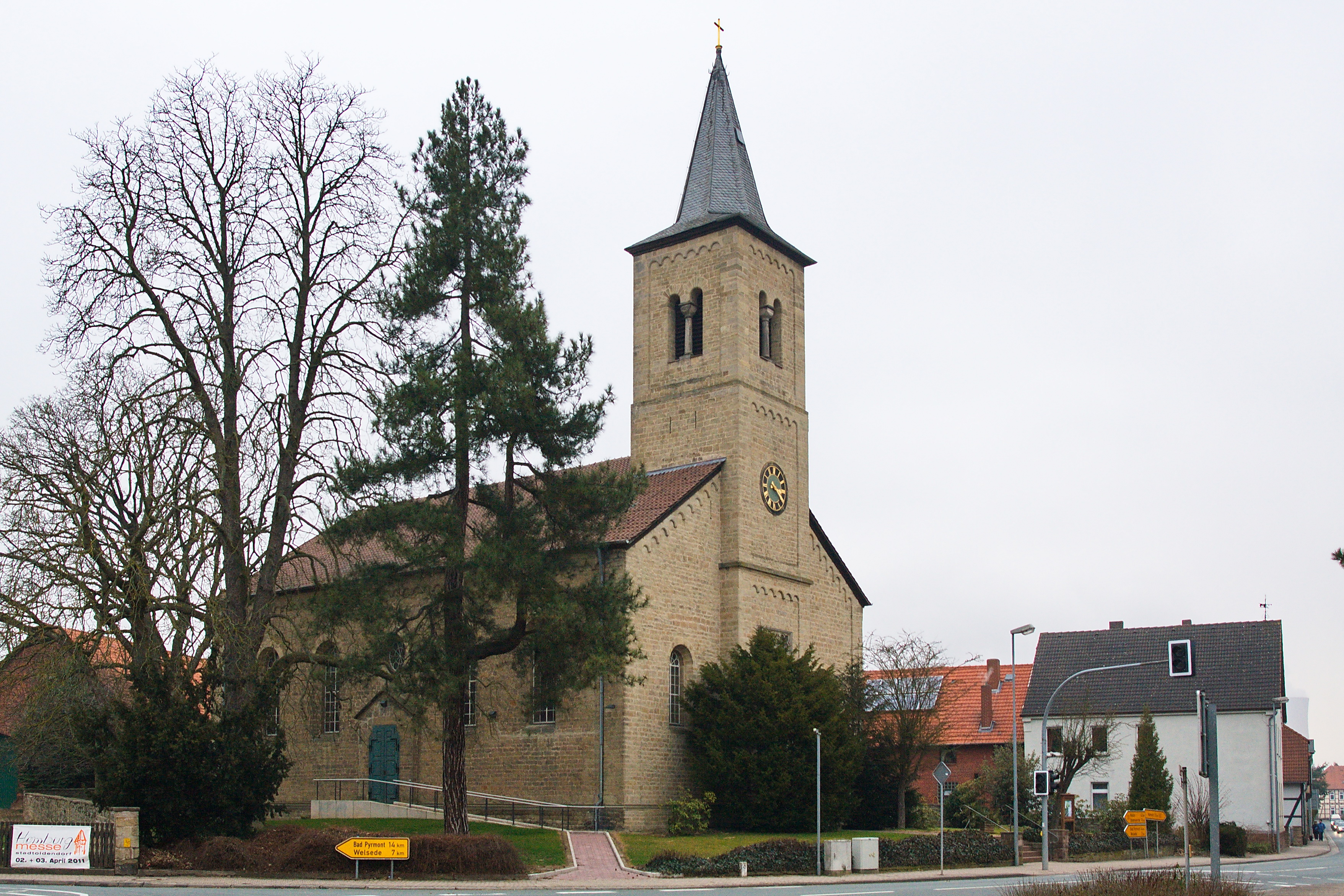
Philipp-Spitta-Kirche
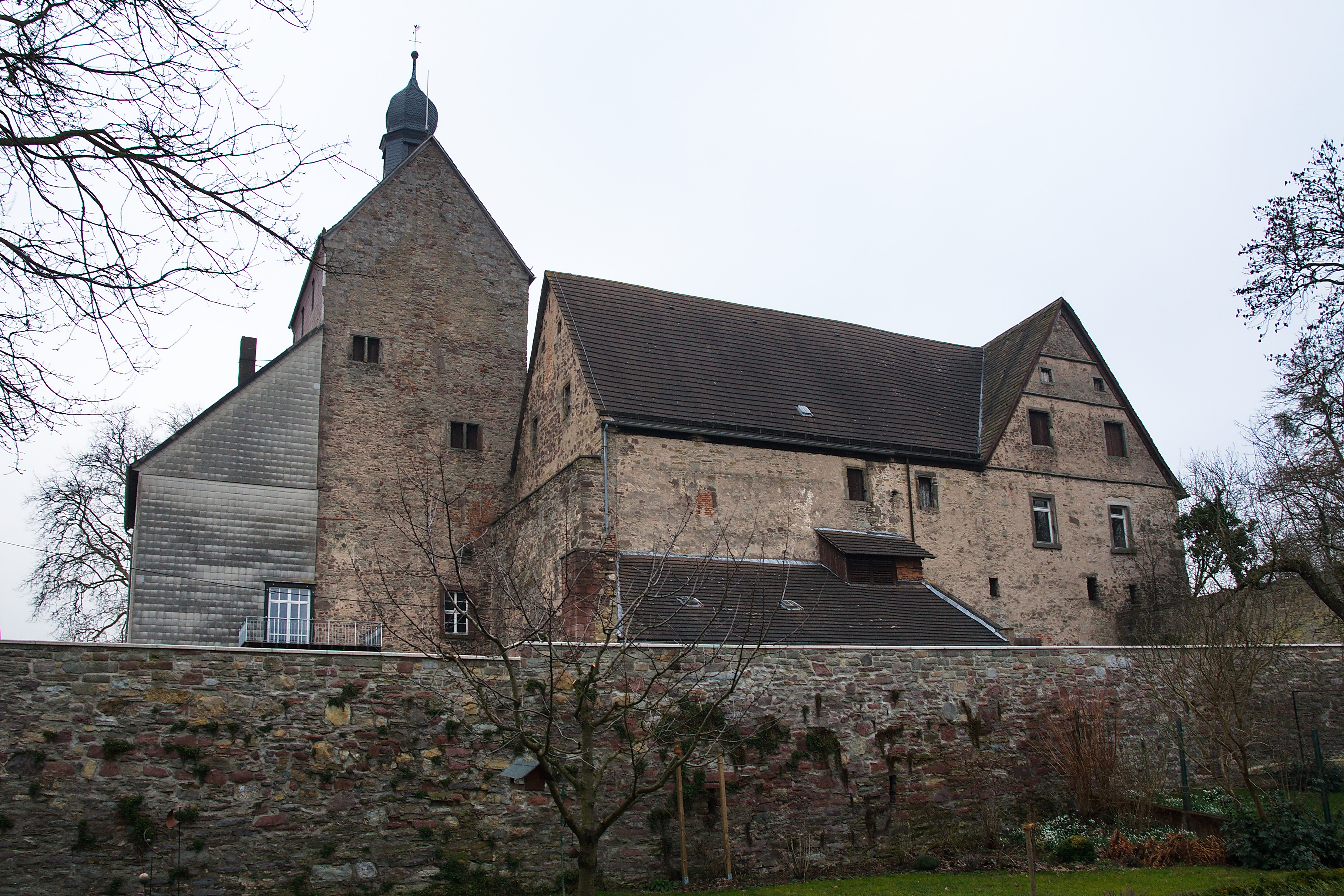
Domäne, ehemalige Wasserburg

## Vereine
Ortsansässige Vereine sind die Freiwillige Feuerwehr Grohnde, TSV Grohnde, Fischereiverein Grohnde, Schützengilde Grohnde und der Männergesangsverein Grohnde.

## Persönlichkeiten
- Johann Heinrich Stuß (1686–1775), Pädagoge
- Adelbert Hotzen (1830–1922), Architekt
- Otto von Hake (1833–1891), Reichstagsabgeordneter
- Kurt Degener (1902–1978), Landessuperintendent von Osnabrück